# Ganta
Ganta, zwane również Gompa – miasto w północnej Liberii; w hrabstwie Nimba. Według danych na rok 2008 liczy 41 106 mieszkańców. W mieście znajduje się meczet.